# Dinastia Chou
Chou ou Zhou (em chinês: 周; romaniz.: em pinyin: Zhou; Wade-Giles: Chou) foi uma das primeiras dinastias chinesas. Calcula-se que o início desta dinastia tenha se dado com a queda da Dinastia Shang, no final do século X ou IX a.C., e seu término com a ascensão da dinastia Qin, em 256 a.C. (ou 221 a.C.). A dinastia Chou foi a dinastia com maior duração em toda a história chinesa, e a tecnologia da Era do Ferro foi introduzida na China neste período.

## Mandato do Céu
Na tradição historiográfica chinesa, os líderes de Chou dissiparam a família Yin (Shang) e legitimaram seu domínio invocando o Mandato do Céu -  noção segundo a qual o rei (o " filho do céu") governava por direito divino, mas a perda do trono indicaria que ele havia perdido o tal direito. O Mandato do Céu estabelecia que os Chou assumiam ascendência divina (Tiã-Huang-Shangdi) sobre a ascendência divina dos Shang (Shangdi). A doutrina explicava e justificava o fim da Dinastia Xia e Dinastia Shang, ao mesmo tempo que dava suporte à legitimidade dos governantes atuais e futuros. A Dinastia Chou foi fundada pela família Ji e tinha sua capital na cidade de Hao (ou Haojing, próxima da atual Xian). Possuindo o mesmo idioma e uma cultura similar à dos Shang, os primeiros reis Chou, através da conquista e colonização, gradualmente estenderam a cultura chinesa pelas terras bárbaras das Planícies Centrais.

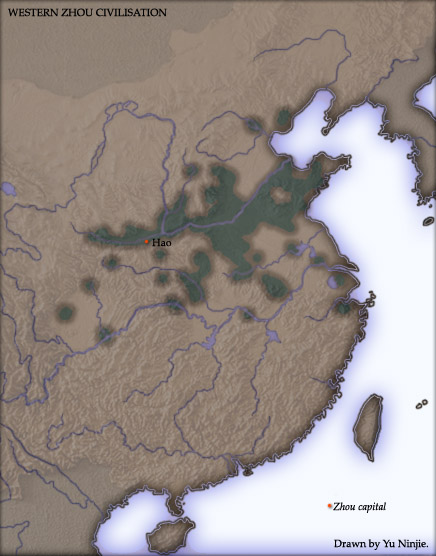
Civilização Chou Ocidental

## Fengjian
Na historiografia Ocidental, o período Chou é usualmente descrito como feudal, pois o descentralizado sistema dos Chou se assemelhava ao sistema medieval europeu. Entretanto, historiadores debatem acerca do termo feudal, surgido para referir-se a um contexto puramente e especificamente europeu. Portanto, o termo mais apropriado para classificar o sistema político de Chou seria da própria língua chinesa: sistema Fengjian. A organização do território era feita com base em estados subordinados, governados por homens eleitos pelo rei, geralmente conselheiros e generais de confiança, e por seus herdeiros. Os estados pagavam tributos à capital, onde o Filho do Céu governava como monarca absoluto. Também deviam fornecer soldados em tempo de guerra. No entanto, toda essa organização existiu de fato apenas durante o Período Chou Ocidental, após o qual perdeu sua relevância com o declínio do poder real diante dos estados ascendentes.

## Chou Ocidental e Oriental
Inicialmente, a família Ji foi capaz de controlar o reino firmemente. Em 771 a.C., depois que o rei You substituiu sua rainha pela concubina Baosi, a capital foi saqueada pelas forças conjuntas do pai da rainha, que era o poderoso marquês de Shen, além de forças do estado insatisfeito de Zeng dos odiosos bárbaros do oeste, os rong. O filho da rainha, Ji Yijiu, foi proclamado o novo rei pelos nobres dos estados insurgentes. A capital foi transferida para o leste em 770 a.C., para Wangcheng (na atual província de Honã), que era uma localidade mais modesta, porém distante da fronteira com os bárbaros e portanto mais segura contra possíveis ataques.

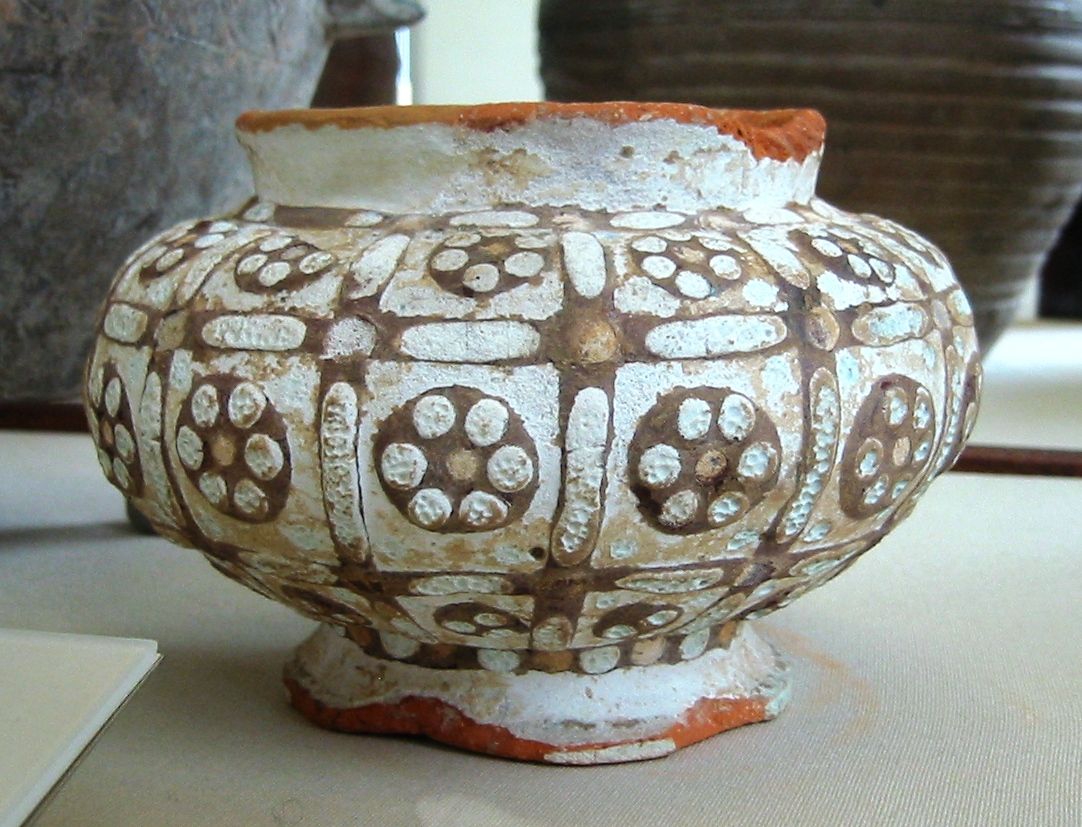
Vaso da Civilização Chou Ocidental dos séculos IV- no Museu Britânico

Devido a estas rupturas, historiadores comumente dividem a era Chou em Chou Ocidental (西周, pinyin Xī Zhōu), que vai da fundação do reino por Ji Fa em 1046 até o golpe de 771 a.C., e Chou Oriental (Chinês Tradicional: 東周 Chinês Simplificado: 东周, pinyin: Dōng Zhōu), que vai de 771 até 256 a.C., com a queda de Chou, ou ainda 221 a.C., quando o Império Qin foi consolidado. O ano exato do início de Chou Ocidental é ainda alvo de discussões: algo entre 1122, 1027 e outros anos entre o século XII e XI a.C. foram propostos. Historiadores chineses mencionam habitualmente o ano 841 a.C., baseados nos Registros do Historiador de Sima Qian., mas outros apontam o ano de 1 046 a.C. como o mais provável. O Período Chou Oriental é divido em dois subperíodos. O primeiro, iniciado em 771 e encerrado em 481 a.C., é chamado de Período de Primavera e Outono, em referência à uma famosa crônica histórica de sua época. O segundo subperíodo é chamado de Período dos Reinos Combatentes, quando o Filho do Céu perdeu o respeito que lhe restava entre os estados, após dois golpes que derrubaram os governantes dos dois estados mais leais, Jim e Chi.

## Declínio
A partir do ataque de 771 a.C., o poder da corte de Chou gradualmente diminuiu, e a fragmentação do reino levou à uma calamidade de guerras entre os estados. Desde a morte de You, os reis de Chou reinavam apenas simbolicamente, e alguns nobres até mesmo deixaram de reconhecer a família Ji como detentora do Mandato Celeste, chegando a declarar-se reis de seus respectivos territórios. Finalmente, a dinastia foi derrubada em 256 a.C., quando Wangcheng e Chengzhou, as únicas cidades ainda sob poder do rei, foram conquistadas pelo Reino de Qin. O último pretendente ao trono de Chou, Hui de Chou, foi morto em 249 a.C.. Chi, o último estado combatente, foi conquistado em 221 a.C., por Qin Shihuang, que então declarou a fundação do Império Chinês. Por essa razão, as três datas podem ser aceitas para marcar o fim da dinastia Chou.

## Agricultura
A agricultura na dinastia Chou era bastante intensiva e em muitos casos controlada pelo próprio governo. Todas as terras cultivadas eram controladas pelos nobres, que as "emprestavam" para seus servos, de forma similar ao feudalismo europeu. Por exemplo, um pedaço de terra era dividido em nove partes na forma de uma "roda de água", jing (井), com os grãos da parte do meio ficando com o governo, e os das partes ao redor, ficando com os fazendeiros. Deste modo, o governo podia armazenar comida e distribuí-la em tempos de colheita ruim. Alguns importantes setores fabris do período incluíam a produção de bronze, que era utilizado integralmente na produção de armas e ferramentas agrícolas. Novamente, essas indústrias eram controladas pela nobreza, que dirigia a produção destes materiais.  

### Filosofia
Durante a dinastia Chou, têm se as origens da filosofia chinesa nativa que desenvolveu seus estágios iniciais a partir do século VI a.C. Os maiores filósofos chineses, aqueles que fizeram o maior impacto sobre as gerações posteriores de chineses, eram Confúcio, fundador do Confucionismo, e Laozi, fundador do Taoismo. Outros filósofos, teóricos e escolas de pensamento nesta época foram Mozi, fundador do Moísmo; Mêncio, um famoso confuciano que se expandiu sobre o legado de Confúcio; Shang Yang e Han Fei, responsáveis pelo desenvolvimento do Legalismo (a filosofia central da futura dinastia Qin); e Xun Zi, que era indiscutivelmente o centro da antiga vida intelectual chinesa durante o seu tempo, ainda mais do que figuras intelectuais icônicas como Mêncio.

#### Li
Estabelecido durante o período ocidental, o sistema ritual  Li  Chinês tradicional: 禮; Chinês simplificado: 礼; pinyin: lǐ codificou uma compreensão dos costumes como uma expressão da hierarquia social, ética e regulação concernente a vida material; As práticas sociais correspondentes se tornaram idealizadas dentro da ideologia confucionista.
O sistema foi canonizado no Livro dos Ritos, Chouli, e Yili compêndios da dinastia Han (206 BC–220 AD), tornando-se assim o coração da ideologia imperial chinesa. Enquanto o sistema era inicialmente um corpo respeitado de regulamentos concretos, a fragmentação do período Chou ocidental levou o ritual a se dirigir para a moralização e formalização em relação a:
- As cinco ordens de nobreza chinesa.
- Templos ancestrais (tamanho, número legítimo de pavilhões)
- Regulamentos cerimoniais (número de vasos rituais, instrumentos musicais, pessoas na trilha dançante)

## Reis Chou
| Nome Próprio | Nome Póstumo          | Duração do Reinado1 | Nome o qual é mais conhecido |
| --- | --------------------- | ------------------- | ---------------------------- |
| Ji Chang 姬昌 | Wenwang 文王          | Pré-dinástico       | Wen de Chou                  |
| Ji Fa 姬發 | Wuwang 武王           | 1046-1 043 a.C.1    | Wu de Chou                   |
| Ji Song 姬誦 | Chengwang 成王        | 1042-1 021 a.C.1    | Zheng de Chou                |
| Ji Chao 姬釗 | Kangwang 康王         | 1020-996 a.C.1      | Kang de Chou                 |
| Ji Xia 姬瑕 | Chaowang 昭王         | 995-977 a.C.1       | Chao de Chou                 |
| Ji Man 姬滿 | Muwang 穆王           | 976-922 a.C.1       | Mu de Chou                   |
| Ji Yihu 姬繄扈 | Gongwang 共王         | 922-900 a.C.1       | Gong de Chou                 |
| Ji Jian 姬囏 | Yiwang 懿王           | 899-892 a.C.1       | Yi de Chou                   |
| Ji Pifang 姬辟方 | Xiaowang 孝王         | 891-886 a.C.1       | Xiao de Chou                 |
| Ji Xie 姬燮 | Yiwang 夷王           | 885-878 a.C.1       | Yi de Chou                   |
| Ji Hu 姬胡 | Liwang 厲王           | 877-841 a.C.1       | Li de Chou                   |
| | Gonghe (regente) 共和 | 841-828 a.C.        | Gonghe                       |
| Ji Jing 姬靜 | Xuanwang 宣王         | 827-782 a.C.        | Xuan de Chou                 |
| Ji Gongsheng 姬宮湦 | Youwang 幽王          | 781-771 a.C.        | You de Chou                  |
| Fim de Chou Ocidental / Início de Chou Oriental |                       |                     |                              |
| Ji Yijiu 姬宜臼 | Pingwang 平王         | 770-720 a.C.        | Ping de Chou                 |
| Ji Lin 姬林 | Huanwang 桓王         | 719-697 a.C.        | Huan de Chou                 |
| Ji Tuo 姬佗 | Chuangwang 莊王       | 696-682 a.C.        | Zhuang Chou                  |
| Ji Huchi 姬胡齊 | Xiwang 釐王           | 681-677 a.C.        | Xi de Chou                   |
| Ji Lang 姬閬 | Huiwang 惠王          | 676-652 a.C.        | Hui de Chou                  |
| Ji Zheng 姬鄭 | Xiangwang 襄王        | 651-619 a.C.        | Xiang de Chou                |
| Ji Renchen 姬壬臣 | Qingwang 頃王         | 618-613 a.C.        | Qing de Chou                 |
| Ji Ban 姬班 | Kuangwang 匡王        | 612-607 a.C.        | Kuang de Chou                |
| Ji Yu 姬瑜 | Dingwang 定王         | 606-586 a.C.        | Ding de Chou                 |
| Ji Yi 姬夷 | Jianwang 簡王         | 585-572 a.C.        | Jian de Chou                 |
| Ji Xiexin 姬泄心 | Lingwang 靈王         | 571-545 a.C.        | Ling de Chou                 |
| Ji Gui 姬貴 | Jingwang 景王         | 544-521 a.C.        | Jing de Chou                 |
| Ji Meng 姬猛 | Daowang 悼王          | 520 a.C.            | Dao de Chou                  |
| Ji Gai 姬丐 | Jingwang 敬王         | 519-476 a.C.        | Jing de Chou                 |
| Ji Ren 姬仁 | Yuanwang 元王         | 475-469 a.C.        | Yuan de Chou                 |
| Ji Jie 姬介 | Chendingwang 貞定王   | 468-442 a.C.        | Chending de Chou             |
| Ji Chuji 姬去疾 | Aiwang 哀王           | 441 a.C.            | Ai de Chou                   |
| Ji Shu 姬叔 | Siwang 思王           | 441 a.C.            | Si de Chou                   |
| Ji Wei 姬嵬 | Kaowang 考王          | 440-426 a.C.        | Kao de Chou                  |
| Ji Wu 姬午 | Weiliewang 威烈王     | 425-402 a.C.        | Weilie de Chou               |
| Ji Jiao 姬驕 | Anwang 安王           | 401-376 a.C.        | (An de Chou                  |
| Ji Xi 姬喜 | Liewang 烈王          | 375-369 a.C.        | Lie de Chou                  |
| Ji Bian 姬扁 | Xianwang 顯王         | 368-321 a.C.        | Xian de Chou                 |
| Ji Ding 姬定 | Shenjingwang 慎靚王   | 320-315 a.C.        | Shenjing de Chou             |
| Ji Yan 姬延 | Nanwang 赧王          | 314-256 a.C.        | Nan de Chou                  |
| | Huiwang 惠王          | 255-249 a.C.        | Hui de Chou2                 |
| 1 A primeira data geralmente aceita na historiografia chinesa é 841 a.C., o início da regência de Gonghe. Todas as datas diferentes destas são alvo de discussões complexas. As datas aqui apresentadas são aquelas fornecidas pelo The Xia-Shang-Zhou Chronology, a obra de estudiosos oficiais do governo chinês apresentada em 2000. |                       |                     |                              |
| 2 nobres da família Ji proclamaram Hui como sucessor de Nan depois que sua capital, Luoyang, caiu perante as forças de Qin em 256 a.C.. Entretanto a resistência de Chou não duraria muito tempo contra o avanço de Qin e Nan é largamente considerado como tendo sido o último imperador da Dinastia Chou.                             |                       |                     |                              |